# Mali i Gjerë
Mali i Gjerë ist ein Gebirge im südlichen Albanien. Es erhebt sich zwischen dem Drinostal im Osten und der Ebene um Finiq. Der Kamm verläuft in etwa von Nordwesten nach Südosten. Die höchsten Gipfel sind von Norden nach Süden: Mali i Pusit (1564 m), Mali i Frashërit (1800 m) und Mali i Nikollaqit (1598 m). 
Am östlichen Abhang des Gebirges liegt die Stadt Gjirokastra, auf der anderen Seite an den südwestlichen Ausläufern Delvina. Der 572 Meter hoch gelegene Muzina-Pass verbindet Delvina und Saranda mit dem Drinostal. Im Mali i Gjerë entspringt der kurze, gleichwohl aber das ganze Jahr wasserreiche Fluss Bistrica. Sein wichtigster Zufluss wird aus einer großen Karstquelle Syri i Kaltër gespeist, die auch wegen ihrer schönen Umgebung ein beliebtes Ausflugsziel der Region ist.